# Erdmuthenschacht
Der Erdmuthenschacht war eine Steinkohlengrube des Potschappler Aktienvereins. Der Schacht lag im zentralen Teil der Steinkohlenlagerstätte des Döhlener Beckens auf Potschappler Flur.

## Geschichte
Der Schacht wurde 1823 durch Karl Friedrich Ehrenreich von Schönberg, Besitzer des Rittergutes Potschappel, geteuft. Der Schacht erhielt seinen Namen nach den beiden Großmüttern. Der bei 244 m ü. NN angesetzte Schacht erreichte eine Teufe von 78,50 Metern. Bei ca. 70 Meter wurde das 1. Flöz durchteuft und das Teufen eingestellt.
Im Jahr 1809 erwarb Johann Gustav Klette das Rittergut und die dazugehörigen Grubenfelder und Schachtanlagen. 1836 verkaufte er das Grubenfeld an den Potschappler Aktienverein. Am 28. März 1878 kauft Moritz Ferdinand Schönberg das Grubenfeld von dem seit 1875 in Liquidation befindlichen Potschappler Aktienverein. Im Juli 1879 begann er mit der Aufwältigung des Schachtes unter dem Namen Beistand Gottes Schacht. In den Jahren 1879 und 1880 wurden 2770 Tonnen Kohle abgebaut und danach die Arbeiten eingestellt.
Am 7. Juni 1884 pachtete Karl August Wahl das Grubenfeld. August Wahl trat am selben Tag seine Rechte an den Berliner Unternehmer Lothar Knappe ab und schloss mit ihm einen Vertrag über die Sümpfung und Weiterteufe des Schachtes. Im Dezember 1884 begannen die Arbeiten. Das bei ca. 78,50 Metern durchteufte 2. Flöz hatte eine Mächtigkeit von 0,30 Meter. Zur Entwässerung des Grubenfeldes diente der in einer Teufe von ca. 78 Metern einkommende Potschappler Stolln.
1885 wurde eine Verbindung zum neu geteuften und zum Grubenfeld gehörigen Rosinaschacht hergestellt. Ziel der Arbeiten waren die Restkohlenpfeiler des durch den Potschappler Aktienverein abgebauten Feldes. Im April 1886 wurden die Arbeiten eingestellt und der Schacht verfüllt.
Im Jahr 1966 wurde der Schachtsicherheitspfeiler im 1. und 5. Flöz durch den VEB Steinkohlenwerk „Willi Agatz“ durchfahren und zum Teil abgebaut.
Der Schacht wurde 1975 durch die Bergsicherung Dresden verwahrt.
Ab 1980 wurde das Feld im Bereich des Schachtes durch den Bergbaubetrieb „Willi Agatz“ der SDAG Wismut erneut aufgefahren und zwischen 1986 und 1989 die vorhandenen Restflächen zum Teil abgebaut.